# Kyle Higashioka
Kyle Higashioka (né le 20 avril 1990 à Huntington Beach, Californie, États-Unis) est un receveur des Padres de San Diego de la Ligue majeure de baseball.

## Carrière

### Débuts

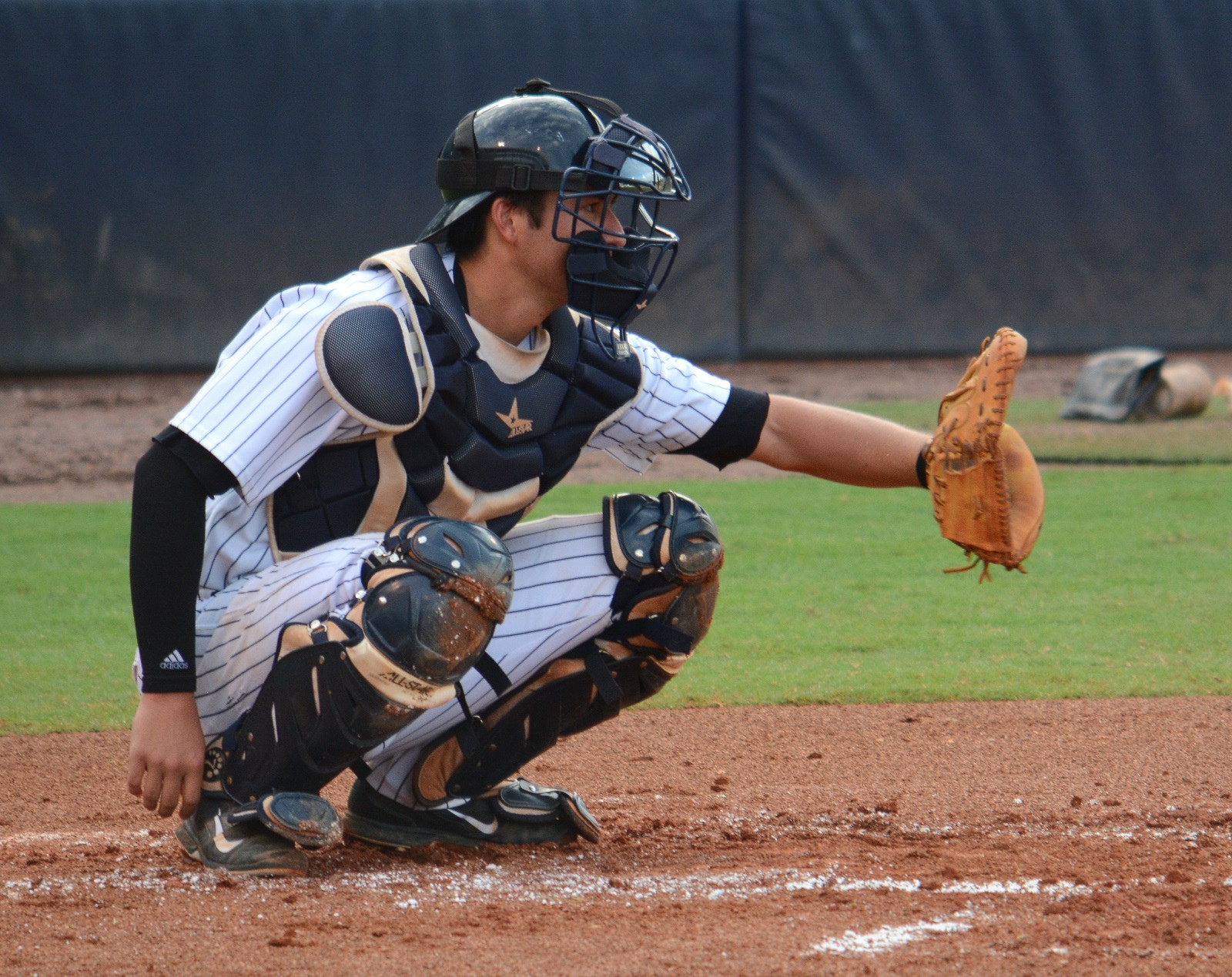
Kyle Higashioka avec les Yankees de Tampa en 2015.

Kyle Higashioka est repêché par les Yankees de New York au 7e tour de sélection en 2008. Il renonce alors à une offre des Golden Bears de l'université de Californie pour signer avec les Yankees son premier contrat professionnel et percevoir une prime à la signature d'un demi-million de dollars. Les blessures ralentissent considérablement la progression de Higashioka vers les majeures : en 2013 et 2014, il ne joue qu'un total de 24 matchs de ligues mineures, en raison notamment d'une opération Tommy John, pourtant peu usitée chez les joueurs de position.
Jusque-là reconnu pour ses aptitudes défensives, le receveur s'illustre avec une surprenante puissance au bâton et 21 circuits entre les clubs affiliés des Yankees aux niveaux Double-A et Triple-A des ligues mineures en 2016,.

### Yankees de New York
Une blessure au receveur Gary Sánchez ouvre une place pour Higashioka dans l'effectif des Yankees et, 10 jours avant son 27e anniversaire, il fait ses débuts dans le baseball majeur le 10 avril 2017 face aux Orioles de Baltimore.

## Vie personnelle
Les ancêtres de Kyle Higashioka du côté paternel sont du Japon ; originaire de Californie, il fait partie de la 4e génération de Nippo-Américains de sa famille. Il ne s'exprime qu'en anglais jusqu'à sa vingtaine, alors qu'il décide d'apprendre le japonais pour mieux communiquer avec la nouvelle acquisition des Yankees, Masahiro Tanaka, arrivé à New York pour la saison 2014.